# Demokratisk samling
Demokratisk samling (grekiska: Δημοκρατικός Συναγερμός; Dimokratikos Synagermos; DISY) är ett center-högerpolitiskt parti på Cypern, grundat 1976 av Glafkos Klerides. Partiet är medlem i Europeiska folkpartiet (EPP) och dess Europaparlamentariker ingår i Europeiska folkpartiets grupp (kristdemokrater) (EPP).
I Europaparlamentsvalet 2004 fick partiet 28,2 % av rösterna och blev således det största partiet på Cypern. I det nationella parlamentsvalet 2006 fick partiet 30,3 % och 18 av de totalt 56 mandaten.